# The Marriage of Heaven and Hell - Part One
The Marriage of Heaven and Hell - Part One è il sesto album del gruppo statunitense Virgin Steele.

## Il disco
Assieme a The Marriage of Heaven and Hell - Part Two ed Invictus l'album forma una la trilogia Marriage incentrata sul rapporto uomo/divinità. Dal punto di vista musicale segna il ritorno a sonorità epiche e dure, dopo l'abbandono di esse riscontrato nel precedente Life Among the Ruins.
Le linee di basso vennero registrate da Edward Pursino e David DeFeis dal momento che Rob DeMartino aveva lasciato il gruppo poco prima delle registrazioni per unirsi ai riformati Rainbow di Ritchie Blackmore.

## Tracce
1. I Will Come for You – 5:47
2. Weeping of The Spirits – 5:42
3. Blood and Gasoline – 5:31
4. Self Crucifixion – 4:03
5. Last Supper – 6:36
6. Warrior's Lament – 2:17
7. Trail of Tears – 6:54
8. The Raven Song – 5:00
9. Forever Will I Roam – 5:20
10. I Wake Up Screaming – 4:36
11. House of Dust – 4:04
12. Blood of The Saints – 4:48
13. Life Among the Ruins – 6:02
14. The Marriage of Heaven And Hell – 3:38

- Testi: David DeFeis; musiche: David DeFeis (eccetto la 2, 5, 7, 8, 10, 12 di DeFeis/Pursino)

## Formazione
- David DeFeis - voce, tastiere, orchestrazioni, basso in Warrior's Lament
- Edward Pursino - chitarra, basso
- Joey Ayvazian - batteria

## Curiosità
La traccia numero 3 Blood and Gasoline è ispirata ad un avvenimento della vita privata di Defeis. Essa infatti si riferisce ad un incidente d'auto nel quale perse la vita la fidanzata del cantante.